# Ясський університет
Яський університет ім. А. Й. Кузи (рум. Universitatea Alexandru Ioan Cuza din Iaşi) — найбільший вищий навчальний заклад Румунії, заснований у 1860 році у місті Ясси.
У 1977/1978 навчальному році університет мав 8 факультетів: фізичний, математичний, біолого-географічний, історико-філософський, філологічний, економічний, юридичний, педагогічний. В університеті навчалося 9,8 тис. студентів, працювало 668 викладачів. Нині діє 15 факультетів. У ньому навчається понад 40 000 студентів, викладають 870 викладачів.
При університеті діє астрономічна обсерваторія, біолого-географічний дослідницький центральний музей природної історії. У Центральній університетській бібліотеці ім. М. Емінеску (заснована в 1839 році) близько 2 млн т.

## Відомі випускники
- Аблов Антон Васильович — хімік-неорганік. Академік АН Молдовської РСР (1961).